# Stefan Lex
Stefan Lex (Erding, 27 november 1989) is een Duits voetballer die bij voorkeur als aanvaller speelt.Hij tekende in 2014 bij FC Ingolstadt 04.

## Clubcarrière
Lex begon met voetballen bij FC Eitting. In 2009 trok hij naar TSV Buchbach. In januari 2013 tekende de aanvaller bij Greuther Fürth, waar hij enkel bij het tweede elftal speelde. In januari 2014 tekende hij bij FC Ingolstadt 04. Op 14 februari 2014 debuteerde Lex voor Die Schanzer in de 2. Bundesliga tegen TSV 1860 München. In zijn debuutseizoen kwam hij tot een totaal van acht competitiewedstrijden. Op 10 augustus 2014 maakte hij zijn eerste treffer voor FC Ingolstadt 04 in de competitiewedstrijd tegen SV Darmstadt 98. Op 17 mei maakte hij de beslissende 2–1 in de kampioenswedstrijd, thuis tegen RB Leipzig.

## Erelijst
Ingolstadt
- 2. Bundesliga

2014/15